# 岡山高医駅
岡山高医駅（おかやまこういえき）は、台湾高雄市岡山区にある高雄捷運紅線の駅。駅番号はR24。
紅線着工後に増設が決議されたため、2008年3月9日の紅線開業時には間に合わなかった。後に岡山駅まで開業、将来的に路竹、大湖方面への延伸計画がある(zh:高雄捷運岡山路竹延伸線)。開業時は南岡山駅（ナンガンシャンえき、なんこうざんえき、みなみおかやまえき）であったが2024年4月25日に現在の名称に変わった。

## 歴史
- 2010年
  - 4月22日 - 高雄県、市政府代表と高雄捷運公司長の7時間に及ぶ協議で、1カ月以内の協定締結、2年半の工期、2012年末の完工・開業について3者が合意。
  - 6月7日 - 行政院経建会が委員会を招集し、南岡山駅建設費11.73億台湾ドルを盛り込んだ「高雄捷運紅橘線修正計画」案が通過[3]。
  - 7月3日 - 起工式典開催[4]。
  - 9月11日 - 開業までの岡山地区住民の便宜のため、「岡山 - 橋頭駅」連絡バスを運行。
- 2012年
  - 10月16日 - 試運転開始。
  - 11月13日 - 初回審査を条件付きで通過[5]。
  - 12月15日 - 最終審査が行われ、18日に通過[6]。
  - 12月23日 - 開業（12月23日午前10時に開業式典が開催され、同11時に正式開業。同時にバスターミナルの「南岡山転運站」もオープン。開業から3カ月以内は、「一卡通」保持者に限り、南岡山駅と橋頭糖廠駅間の捷運と紅68、紅69、紅70、紅71、紅73の5路線の連絡バスが無料になる措置が取られた。）
- 2018年11月11日 - 南岡山から岡山まで1.46kmの延伸事業起工[7]。
- 2022年 - 岡山駅まで延伸開業予定。
- 2023年11月 - 駅名を「岡山高医駅」に変更することを発表。
- 2024年4月25日 - 駅名を「岡山高医駅」に変更。

## 駅構造
島式ホーム1面2線を配する地上駅。

### ホーム配置
捷運
| 1 | ■紅線（下り） | 左営／高鉄・小港 方面 |
| 2 | ■紅線（上り） | 岡山車站方面          |

### 駅階層
- 1階はホームである。
- 2階はコンコース、案内所、改札口、自動券売機がある。

### 捷運駅出口

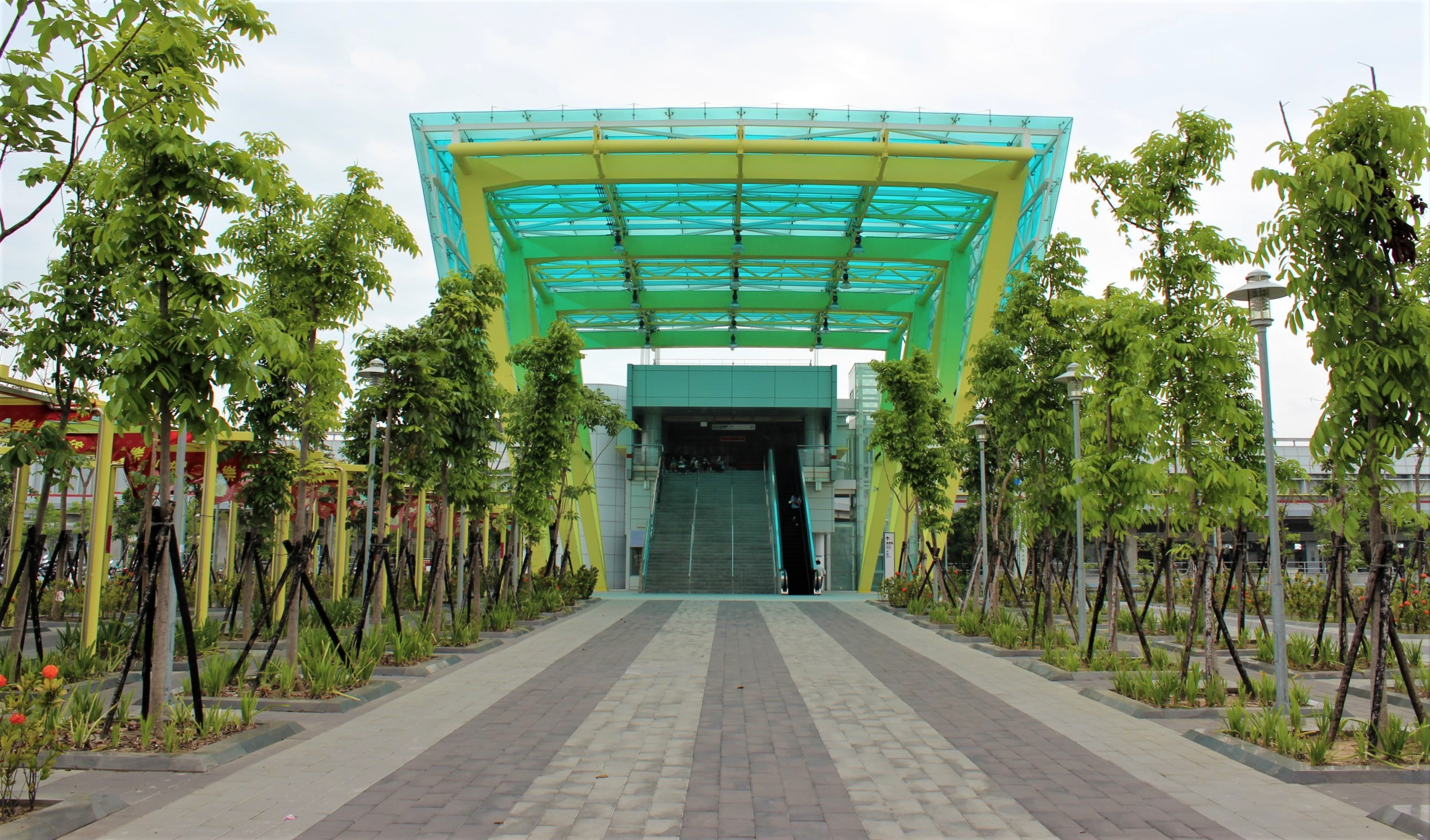
岡山高医駅1番出口出口

1番出口は駅東側、2番出口は駅西側にあり、双方にバリアフリーのエレベーターがある。2番出口は北機廠を越える跨線橋で連絡している。
- 出口1：岡山文化センター、岡山南路、中山南路、劉厝公園
- 出口2：崙仔頂路、高雄市岡山区和平小学校

## 利用状況
1日平均利用人員の直近の最高記録は2012年12月開通時の11,037人、最低記録は2013年1月の7,934人である。
岡山高医駅前に転運站と多数のバス路線を有し、広大な岡山地区住民の足となっている。また周辺区住民（燕巣、路竹など）向けに駐車場が完備され、乗用車やバイクからの乗り換えも促進している。従来の始発駅だった橋頭駅からその機能が転移したため、橋頭駅利用客数の相当数が激減した（当駅開業前の橋頭駅乗降客数は約1万人だったが、開業後は約5,000人に半減）。
| 年   | 年間      | 年間      | 年間      | 年間    | 1日平均 | 1日平均 |
| 年   | 乗車      | 下車      | 乗下車計  | 出典    | 乗車    | 乗下車  |
| ---- | --------- | --------- | --------- | ------- | ------- | ------- |
| 2012 | 49,308    | 50,022    | 99,330    | [ * 1 ] | 5,479   | 11,037  |
| 2013 | 1,527,371 | 1,568,035 | 3,095,406 | [ * 1 ] | 4,185   | 8,481   |
| 2014 | 1,697,630 | 1,737,706 | 3,435,336 | [ * 1 ] | 4,651   | 9,412   |
| 2015 | 1,574,530 | 1,614,619 | 3,189,149 | [ * 1 ] | 4,314   | 8,737   |
| 2016 | 1,560,500 | 1,598,457 | 3,158,957 | [ * 1 ] | 4,264   | 8,631   |
| 2017 | 1,599,195 | 1,632,739 | 3,231,934 | [ * 1 ] | 4,381   | 8,855   |
| 2018 | 1,711,653 | 1,744,116 | 3,455,769 | [ * 1 ] | 4,689   | 9,468   |
| 2019 | 1,699,381 | 1,724,257 | 3,423,638 | [ * 1 ] | 4,656   | 9,380   |
| 2020 | 1,359,197 | 1,383,075 | 2,742,272 | [ * 1 ] | 3,714   | 7,493   |

- 統計に関する出典

註釈
出典
1. ↑  （繁体字中国語）“高雄都會區大眾捷運系統各站旅運量-年 依 年, 捷運站別 與 入出站”.   高雄市政府交通局 (2021年3月12日). 2021年3月12日閲覧。 高雄市統計資訊服務網

## 隣の駅
高雄捷運
■紅線
岡山車站駅 - 岡山高医駅 - 橋頭火車站駅

## 註釈・出典
1. ↑  高雄新交通システム、南岡山駅新設決定-台湾国際放送(2010.6.8)
2. ↑  路線図 - 高雄MRT
3. ↑  （繁体字中国語）“經建會通過高雄捷運修正計畫　岡山站經費定案”. NOWnews. (2010年6月7日).  オリジナルの2012年9月5日時点におけるアーカイブ。
4. ↑  （繁体字中国語）捷運岡山站簽約動土‧實現岡山捷運夢[リンク切れ]
5. ↑  （繁体字中国語）高雄捷運紅線南岡山站，市府有條件同意初勘合格
6. ↑  （繁体字中国語）高雄捷運紅線南岡山站　陳菊宣布12月23日正式通車
7. ↑  “高雄MRT、レッドライン延伸着工 交通相、市の交通網整備推進に意欲／台湾”. フォーカス台湾. (2018年11月12日)